# Парламентские выборы на Терксе и Кайкосе (2016)
Парламентские выборы на Терксе и Кайкосе прошли 15 декабря 2016 года для избрания членов Палаты собрания. В результате Прогрессивная национальная партия получила большинство мест парламента, Шарлин Кэтрайт-Робинсон стала первой женщиной премьер-министром Теркса и Кайкоса. Лидер Прогрессивной национальной партии Руфус Юинг после поражения своей партии подал в отставку с поста руководителя партии и ушёл из политики.

## Избирательная система
На островах Теркс и Кайкос законодательная власть принадлежит однопалатному парламенту Палате собрания. В Палату собрания входят 15 избираемых членов и 4 назначаемых представителя. Избираемых членов выбирают двумя путями: 10 депутатов избираются в 10 одномандатных округах, а оставшиеся 5 членов избираются большинством голосов в общенациональном округе, в котором избиратели могут голосовать за сразу до 5 кандидатов. Из 4 назначаемых членов парламента одного номинирует премьер-министр, одного — лидер Оппозиции, а двух оставшихся — губернатор Островов Теркс и Кайкос. Ещё два члена парламента являются таковыми ex officio (по занимаемой должности).

## Избирательная кампания
Всего по 10 одномандатным округам баллотировался 31 кандидат. Обе основные партии выставили полные списки из 10 кандидатов, в то время как Прогрессивный демократический альянс выдвинул восемь кандидатов. Остальные три кандидата были независимыми.  21 кандидат баллотировался в национальном избирательном округе: по пять от основных партий, четыре от ПДА и семь независимых кандидатов.

## Результаты
|                                       |                                       |             |             |             |                    |                    |                    |            |       |  |  |  |  |  |
| Партия                                | Партия                                | По регионам | По регионам | По регионам | Национальный округ | Национальный округ | Национальный округ | Всего мест | +/-   |  |  |  |  |  |
| Партия                                | Партия                                | Голосов     | %           | Мест        | Голосов            | %                  | Мест               | Всего мест | +/-   |  |  |  |  |  |
|                                       | Народное демократическое движение     | 3169        | 51,20       | 6           | 13 822             | 47,28              | 4                  | 10         | +3    |  |  |  |  |  |
|                                       | Прогрессивная национальная партия     | 2645        | 42,74       | 4           | 10 342             | 35,38              | 1                  | 5          | –3    |  |  |  |  |  |
|                                       | Прогрессивный демократический альянс  | 243         | 3,93        | 0           | 1117               | 3,82               | 0                  | 0          | новая |  |  |  |  |  |
|                                       | Независимые                           | 132         | 2,13        | 0           | 3952               | 13,52              | 0                  | 0          | 0     |  |  |  |  |  |
| Недействительных/пустых бюллетеней    | Недействительных/пустых бюллетеней    | 0           | -           | -           |                    | -                  | -                  | -          | -     |  |  |  |  |  |
| Всего                                 | Всего                                 | 6238        | 100         | 10          | 29 233             | 100                | 5                  | 15         | 0     |  |  |  |  |  |
| Зарегистрированных избирателей / Явка | Зарегистрированных избирателей / Явка | 7732        | 80,68       | –           | –                  | –                  | –                  | –          | –     |  |  |  |  |  |
| Источник: RTC                         |                                       |             |             |             |                    |                    |                    |            |       |  |  |  |  |  |